# Riu Natuf
El uadi Natuf (àrab: وادي الناطوف, Uadi al-Natuf o Wadi en-Natuf) és un riu sec (uadi) situat a Cisjordània, al nord de la governació palestina de Ramal·lah i al-Bireh, i al Israel, que acaba desembocant al riu Ayalon.
A la fi dels anys 1920 es va detectar una cultura mesolítica a l'Orient Pròxim, als turons de Judea, en un jaciment en una cova del uadi en-Natuf, per la qual cosa s'anomenà cultura natufiana, una cultura arqueològica prehistòrica del Llevant mediterrani.
El nom cultura natufiana el va establir l'arqueòloga britànica Dorothy Garrod després d'excavar en un jaciment molt important, la Cova de Shuqba en aquest uadi, en territori de Palestina, llavors sotamandat britànic.
Juntament amb la Cova de Shuqba, el uadi Natuf ha estat nominat per a ser Patrimoni de la Humanitat de la UNESCO en l'estat de Palestina.